# Complexe de Gesù e Maria
Le complexe de Gesù e Maria est un complexe architectural monumental de Naples, composé d'un couvent (aujourd'hui utilisé comme hôpital) et d'une église désaffectée.

## Histoire
Situé au sommet de la zone de Pontecorvo, riche en couvents, le complexe est né en 1580 à la demande du dominicain Fra Silvio d'Atripalda qui a obtenu un terrain d'Ascanio Coppola.
En 1585, l'ensemble, de petites dimensions, fut remodelé dans un style baroque par Domenico Fontana qui agrandit l'église et appliqua la formule architecturale de la façade à deux clochers, très courante à Rome où Fontana avait travaillé auparavant.
Le déclin du monastère commença en 1812 lorsque les dominicains furent expulsés en raison de la politique de confiscation des biens des ordres ecclésiastiques promue pendant la décennie française.
En 1863, le complexe fut utilisé à des fins civiles et transformé en hôpital, tandis que l'église fut confiée à une congrégation. En 1895, l'école Croce Azzurra est fondée à l'hôpital, l'une des premières écoles d'infirmières professionnelles en Italie.
Déjà signalée en mauvais état à la fin du XIXe siècle, l'église fut fermée en 1979 car elle n'était pas sûre et avait été victime de vols. Le tremblement de terre de l'année suivante acheva les dégradations, faisant tomber dans l'oubli l'édifice qui fut pillé de ses nombreux meubles et œuvres. Entre-temps, l'hôpital a également été démantelé.
L'église a été rouverte exceptionnellement pour le « Mai des Monuments 2012 », mais, en attente de la fin des travaux de restauration des décors survivants, sa réouverture reste encore incertaine.

## L'église
L'église, dédiée à Jésus et à Marie, est également une œuvre précieuse de Domenico Fontana ; elle est composée d'une vaste nef avec une coupole et un transept irrégulier.
La façade montre l'intervention romaine de Fontana avec la solution inhabituelle (pour Naples) des deux clochers sur les côtés de la façade. Le portail est surmonté d'un tympan en arc brisé au centre duquel se dresse un buste de la Vierge à l'Enfant du XVIIe siècle. 
Une restauration récente a mis en valeur l'ancien sol en majolique et le mobilier du XVIIIe siècle.

## Cloître
Datant de l'époque baroque tardive, il date de la première moitié du XVIIIe siècle et a été commandé par les frères franciscains qui y étaient hébergés.
Lors de la deuxième suppression, il fut utilisé comme hôpital et par conséquent certaines particularités qui le rendaient d'une beauté remarquable furent supprimées ; par exemple, lors d'une restauration, les palmiers de l'intérieur ont été abattus.

### Source de la traduction
- (it) Cet article est partiellement ou en totalité issu de l’article de Wikipédia en italien intitulé « Complesso di Gesù e Maria » (voir la liste des auteurs).